# Synagoge (Château-Salins)

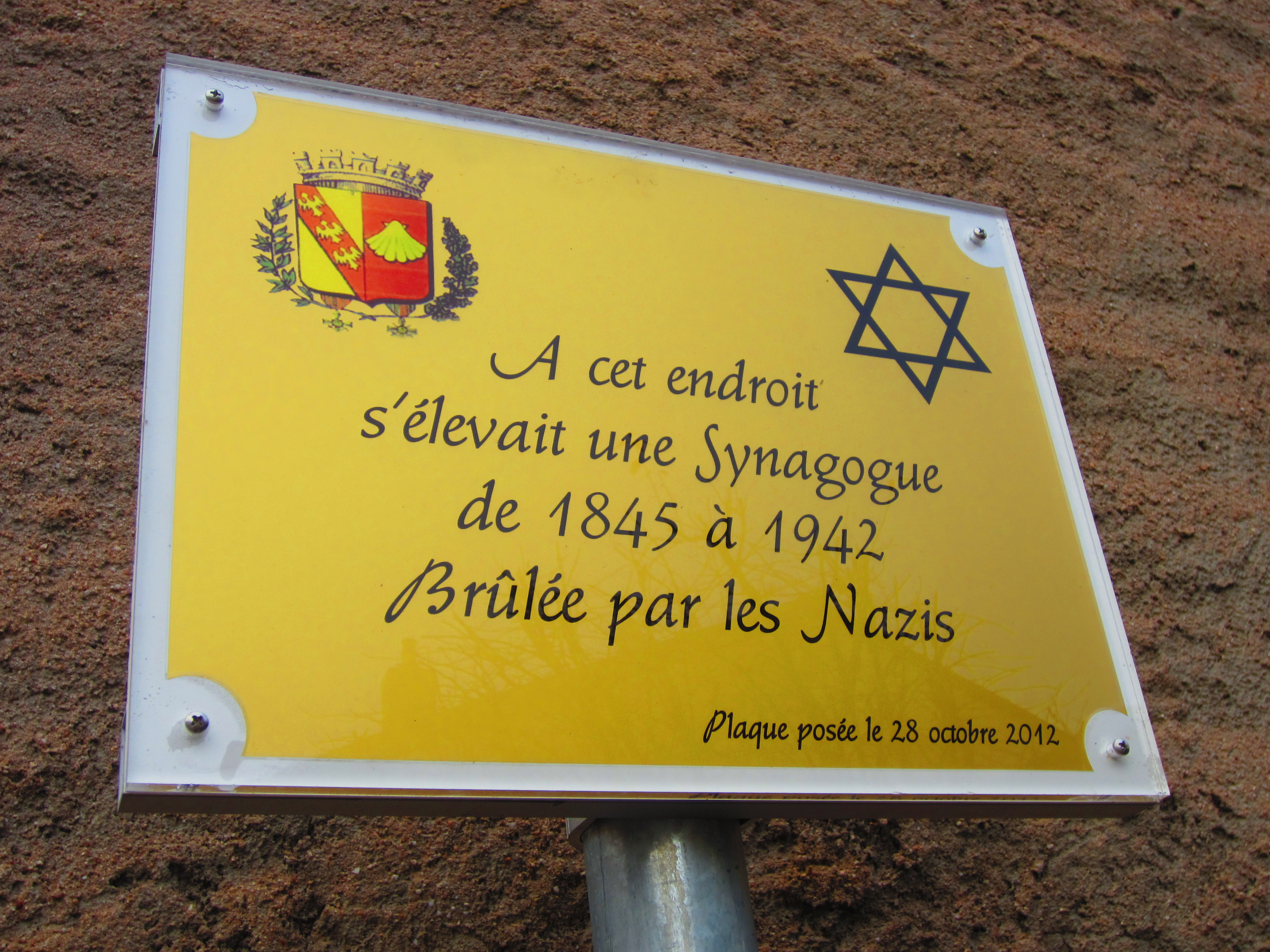
Gedenktafel zur Erinnerung an die Synagoge in Château-Salins

Die Synagoge in Château-Salins, einer französischen Gemeinde im Département Moselle in der historischen Region Lothringen, wurde 1845 errichtet und 1942 im Zweiten Weltkrieg von den deutschen Besatzern zerstört. Die Synagoge stand in der Rue de Strasbourg.
Seit 2012 erinnert eine Gedenktafel an die ehemalige Synagoge.